# 草野大悟
草野 大悟（くさの だいご、1939年〈昭和14年〉9月7日 - 1991年〈平成3年〉2月27日）は、日本の俳優。台湾・台中市出身。妻は元女優の田島和子。

## 来歴・人物
鹿児島県で幼少期を過ごし、1958年に明治大学に入学するが、すぐに中退した。
1961年、文学座附属演劇研究所に入所する。同期に岸田森、樹木希林、小川真由美、寺田農、橋爪功、北村総一朗らがいた。翌年に準座員として文学座に入団、1966年に座員へと昇格する。文学座の看板・杉村春子にも可愛がられたという。1963年に文学座の内紛に発展した『喜びの琴』では主役に抜擢されていたとされる。1967年に文学座を退団し、その前年に草野に先駆けて文学座を離れていた岸田らが結成していた「六月劇場」に参加、以降は映画・テレビドラマへの出演も多くなる。
舞台を中心に活躍する傍ら、岡本喜八、新藤兼人両監督の映画作品に常連として数多く出演した。また、勝新太郎との親交も深かったことから、勝プロ製作のテレビ・映画にも頻繁に登場した。私生活でも大の親友だった岸田や、六月劇場の後輩・松田優作との共演も多数ある。岸田は草野にとって、鹿児島訛りを直し標準語を教えた先生だったという。脇役が多いが、『日本人のへそ』（1977）などは出番も多く、数役を兼ねて多彩な演技パターン（踊りや歌も）を披露した代表作である。
ラジオドラマやナレーション、朗読劇などでも活躍した。小山田宗徳に声が似ていたため、間違われることもあったという。
1991年2月24日、TBSラジオ『ラジオ図書館』の収録中に意識を失って緊急入院し、2月27日、脳内出血のため急死した。51歳没。
一般社団法人映像コンテンツ権利処理機構においては不明権利者とされている。

## エピソード
東宝の特撮映画『ゴジラ対メカゴジラ』（1974年）では、正体が猿人のような顔の宇宙人を演じた。宇宙人を猿人キャラにしたことについては、同作の特技監督である中野昭慶は、「配役が草野さんということで、自然とそうなっちゃったんですよ」とコメントしている。
岸田ともども若山富三郎に可愛がられ、新宿でよく飲んでいた。
俳優の睦五朗によれば、草野は盟友である岸田森の葬儀の席で自身がともに深酒をしていたことで岸田を死に追いやったことを岸田の母に謝罪して朝まで泣き崩れていたといい、睦は悲痛なその姿が頭から離れないと語っている。

## 出演作品

### 舞台

#### 文学座時代
- ジュリアス・シーザー（1961年）
- 光明皇后（1962年）
- 唖しのユミュリュス（1962年）
- 綾の鼓（1962年）
- ジークフリート（1962年）
- 守銭奴（1962年）
- 日本の孤島（1963年）
- トスカ（1963年）
- 調理場（1963年）
- 城（1963年）
- マリアのお告げ（1964年）
- 三人姉妹（1964年）
- 霊柩車とともに（1964年）
- 無害の毒薬（1965年）
- 怒りをこめて振り返れ（1965年）
- おりき（1965年）
- 山壁（1966年）
- 犀（1966年）
- 振り向かない男（1966年）

#### その他
- 魂へキックオフ（1967年、六月劇場）
- 夏（1968年、アンダーグランド演劇公演）
- かれら自身の黄金都市（1968年、六月劇場）
- 夜うつ太鼓（1968年、六月劇場）
- 阿賀野雅野（1969年、アンダーグランド演劇公演）
- 海賊（1969年、六月劇場）
- バーディーバーディー（1970年、演劇センター）
- 翼を燃やす、天使たちの舞踏（1970年、演劇センター）
- 終盤戦 - 勝負の終り（1971年）
- 翼を燃やす、天使たちの舞踏（1971年、演劇センター）
- 狼少女（1971年）
- さらば滅亡の町よ（1973年）
- 新・大晴天（1974年、自動座）
- 盟三五大切（1976年、結城人形座）
- もっと泣いてよフラッパー（1978年、オンシアター自由劇場）
- 毒薬と老嬢（1978年）
- ステージ・ドア（1979年）
- 毒薬と老嬢（1979年）
- バースディ・パーティ（1980年）
- 情婦-検察側の証人（1980年、スタジオ・ターボ）
- バーレスク1931（1981年、スタジオ・ターボ）
- 花吹雪二人櫻（1981年）
- 戯曲冒険小説（1981年）
- ねずみとり（1982年）
- 刺殺遊戯（1982年）
- イカルガの祭り（1983年）
- オズの魔法使い（1983年）
- グレイクリスマス（1983年）
- タランチュラ（1984年）
- のすかいおらん（1984年）
- くたばれヤンキース（1985年）
- 団十郎と音次郎（1986年）
- 涎れの天使（1986年）
- 顧問弁護士（1986年）
- イェルマ（1988年）
- 丘の上のハムレットの馬鹿（1988年）
- ハムレット（1989年）
- 闇市愚連隊（1989年）
- 流浪伝説（1990年）
- 夏の盛りの蝉のように（1990年）
- 東京行進曲（1990年）

### 映画
- 放浪記（1962年、東宝）- 牛鍋屋の学生客
- 喰べた人（1962年、自主制作）
- 二匹の牝犬（1964年、東映）- 津子
- 悪女（1964年、東映）- 南光夫
- 悦楽（1965年、松竹）
- 本能（1966年、松竹）- 村の青年
- 日本ゲリラ時代（1968年、松竹）- ハゲバラ
- 赤毛（1969年、東宝）-  居酒屋の亭主
- 座頭市と用心棒（1970年、大映）- 馬瀬の藤三
- 豹（ジャガー）は走った（1970年、東宝）- 刑事
- 野獣都市（1970年、東宝）-  藤松
- しびれくらげ（1970年、大映）- 山野
- 七月の兵隊（1970年、自主制作）
- 裸の十九才（1970年、東宝）- 山田半次郎
- 曼陀羅 (1971年の映画)（1971年、ATG）- 茂雄
- 激動の昭和史 沖縄決戦（1971年、東宝）- 奥山大尉[7]
- いのちぼうにふろう（1971年、東宝）- 源三
- 百万人の大合唱（1972年、東宝）- 清岡三郎
- 子連れ狼 死に風に向う乳母車（1972年、東宝 / 勝プロ）- 朽木六兵衛
- 御用牙（1972年、東宝 / 勝プロ）- 鬼火の清吉
  - 御用牙 かみそり半蔵地獄責め（1973年、東宝 / 勝プロ）
  - 御用牙 鬼の半蔵やわ肌小判（1974年、東宝 / 勝プロ）
- 夕映えに明日は消えた（1973年、東宝）- 浪人 赤塚虎之助  ※未公開
- ゴジラ対メカゴジラ（1974年、東宝）- 柳川[7][1]
- 子連れ狼 地獄へ行くぞ! 大五郎（1974年、東宝 / 勝プロ）-  無堂
- 日本人のへそ（1977年、ATG）
- 遊戯シリーズ（東映）
  - 最も危険な遊戯（1978年）- 土橋卓
  - 殺人遊戯（1978年）- 旦那
- ダイナマイトどんどん（1978年、東映）- 藤崎
- ブルークリスマス（1978年、東宝）- 男1（地下組織）
- 白昼の死角（1979年、東映）- 花村金融 / 色川貢
- 黄金のパートナー（1979年、東宝）- 駐在所の警察官
- 金田一耕助の冒険（1979年、東映）- 高木
- トラブルマン 笑うと殺すゾ（1979年、東宝）- 禅寺の僧
- ミスター・ミセス・ミス・ロンリー（1980年、ATG）- 峰山隆
- 天平の甍（1980年、東宝）- 戒融
- 地震列島（1980年、東宝）- ヒゲ[7]
- はだかの天使（1981年、映像企画）- ライオン先生
- 駅 STATION（1981年、東宝）- 柳（英次の幼馴染）
- 漂流（1981年、東宝）- 惣助
- 上海バンスキング（1984年、松竹）
- 必殺シリーズ（松竹）
  - 必殺! THE HISSATSU（1984年）- 鎖筒の時次郎
  - 必殺4 恨みはらします（1987年）- 楽屋番
- 時代屋の女房2（1985年、松竹）- 谷村の兄貴
- 蕾の眺め（1986年、にっかつ）- 村上支配人
- この愛の物語（1987年、松竹富士）- 吉村ディレクター
- 父（1988年、松竹）- 光二郎
- 龍飛岬（1988年、東宝）- 若林爾郎
- TOMORROW 明日（1988年、日本ヘラルド映画）- 薬売り
- 嵐の中のイチゴたち（1989年、映像企画）- 高松先生

### テレビドラマ
- 特別機動捜査隊 第201話「怒りの大地」（1965年、NET / 東映）
- 大河ドラマ（NHK）
  - 源義経（1966年）- 片岡経春
  - 花神（1977年）- 沼崎吉五郎
  - 翔ぶが如く（1990年、NHK）- 海老原穆、第1部のナレーション
- ケンチとすみれ（1967年 - 1968年、NHK）
- 風 第31話「虫けら野郎」（1968年、TBS / 松竹）
- 怪奇大作戦 第5話「死神の子守唄」（1968年、TBS / 円谷プロ）- 吉野貞夫
- フジ三太郎 第16話「となりはとなり」（1969年、TBS / 国際放映）
- プロファイター 第13話「冷やかな微笑の女」（1969年、NTV / 宝塚映画） ※妻・田島和子と共演
- ポーラテレビ小説（TBS）
  - パンとあこがれ（1969年）- 杉森
  - 文子とはつ（1977年 - 1978年）- 井川寿一
  - 元気です!（1980年 - 1981年）- 寺本善治
- ザ・ガードマン（TBS / 大映テレビ室）
  - 第214話「黒いロケット」（1969年）- ハジリ
  - 第316話「うるさい奥さんをうまく殺す方法」（1971年）
  - 第334話「荒野のカー・アクション殺人」（1971年） - ピエロ
  - 第338話「負けられないわ! 娘と姑・女の戦争」（1971年）
  - 第342話「教育ママの狂った大競争」（1971年）
- プレイガール（12ch / 東映）
  - 第113話「大菩薩峠の決闘」（1971年） - 勝二
  - 第150話「女のあらくれ」（1972年） - 中村五郎
  - 第225話「ヌードモデル殺人事件」（1973年） - 松宮修二
- 鬼平犯科帳（NET / 東宝）
  - 第1シリーズ 第53話「おせん」（1970年） - 斉藤弥四郎
  - 第2シリーズ 第4話・第5話「狐火（前・後編）」（1971年） - 文吉
- 人形佐七捕物帳 第3話「河童の捕物」（1971年、NET / 東宝） - 中間茂平
- 天皇の世紀 第9話「急流」（1971年、ABC / 国際放映） - 大久保利通
- 刑事くん 第1部 第17話「吹けよ木枯し」（1971年、TBS / 東映） - 芝居のゲン
- 一心太助 第14話「人情勧進相撲」（1972年、CX / 国際放映） - 源八
- 銀河ドラマ / 霧の旗（1972年、NHK） - 山上武雄
- 木枯し紋次郎 第15話「背を陽に向けた房州路」（1972年、CX / C.A.L） - 鳴神の鬼太郎
- 火曜日の女シリーズ / いとこ同士（1972年、NTV） - 鬼頭
- なんたって18歳! 第42話「あこがれのサロンバス」（1972年，TBS）
- ミラーマン 第32話「今救え! 死の海」（1972年、CX / 円谷プロ） - インベーダー
- 旅人異三郎 第12話「峠の茶屋に血煙がたった」（1973年、東京12チャンネル / 三船プロ）- 猪の松
- ウルトラシリーズ
  - ウルトラマンA 第9話「超獣10万匹! 奇襲計画」（1972年、TBS / 円谷プロ） - 早瀬編集長
  - ウルトラマンタロウ 第49話「歌え! 怪獣ビッグマッチ」（1974年、TBS / 円谷プロ） - 坂本団長 / カーン星人
- 唖侍 鬼一法眼（NTV / 勝プロ）
  - 第9話「青い目の少女」（1973年） - 岸部鉄蔵
  - 第21話「母子像無残」（1974年） - 井戸十蔵
- おしどり右京捕物車 第8話「囲」（1974年、ABC / 松竹） - 万吉
- 座頭市物語 第4話「縛られ観音ゆきずり旅」（1974年、CX / 勝プロ）
- 銀河テレビ小説（NHK）
  - 「雨やどり」（1975年） - 長井
  - 「上野駅周辺」（1978年） - 浅倉裕幸
  - 「鳥獣の寺」（1979年4月30日 - 5月11日）
  - 「迷惑かけてありがとう」（1984年）- 鈴木
  - 「主夫物語」（1986年）
- 俺たちの勲章 第16話「儀式の終わりに」（1975年、NTV / 東宝）- 西山エイジ
- 少年ドラマシリーズ・兎の眼（1976年、NHK）- 足立先生
- 土曜ドラマ（NHK）
  - 紅い花（1976年4月3日）- 私
- 前略おふくろ様 第1シリーズ 第19話（1976年、NTV / 渡辺企画）- 小沢
- 破れ傘刀舟 悪人狩り 第71話「富くじ殺し札」（1976年、NET / 三船プロ）- 山崎辰之進（蝮の辰）
- 夫婦旅日記 さらば浪人 第1話「雨あがる」（1976年、CX / 勝プロ）- 中尾
- 子連れ狼 第3部 第5話「母なる味」（1976年、NTV / ユニオン映画）- 三次
- お耳役秘帳 第10話「くの一けもの宿」（1976年、KTV / 歌舞伎座テレビ）- 杉田左母次
- 必殺シリーズ
  - 必殺仕業人 第19話「あんたこの奥の手をどう思う」（1976年、ABC / 松竹）- 由造
  - 必殺からくり人 第3話「賭けるなら女房をどうぞ」（1976年、ABC / 松竹）- 麻吉
  - 新・必殺からくり人 第1話「東海道五十三次殺し旅 日本橋」（1977年、ABC / 松竹）- 笹川妥女
- 非情のライセンス 第2シリーズ 第83話「兇悪の捜査」（1976年、NET / 東映）- 江原
- 人魚亭異聞 無法街の素浪人 第15話「愛と死のバラード」（1976年、NET / 三船プロ）- 中森重太郎
- 遠山の金さん 第1シリーズ 第40話「嵐の中に立つ姉妹」（1976年、NET / 東映）- 沼田十三郎
- 新・座頭市（CX / 勝プロ）
  - 第1シリーズ
    - 第7話「わらべ唄が聞える」（1976年）- 伝兵衛
    - 第25話「帰って来た渡世人」（1977年）- 藤吉

  - 第2シリーズ 第7話「遠い昔の日に」（1978年）- 留
  - 第3シリーズ 第8話「大当たり、めの一番」（1979年）- 平助
- 紅い花（1976年、NHK）- 私　※主演（芸術祭大賞、エミー賞国際優秀賞受賞作品）
- 大江戸捜査網 （12ch / 三船プロ）
  - 第244話「花火よ夜空を貫け!」（1976年）- 源次
  - 第504話「盗賊紅蜘蛛の女」（1981年）- 五平
- 男たちの旅路 第2部 第2話「冬の樹」（1977年、NHK）- スナックのマスター
- 人形佐七捕物帳 第1話「涙で咲いた愛の凧」（1977年、ANB / 東映）- 新三
- 横溝正史シリーズ / 本陣殺人事件（1977年、MBS / 映像京都）- 清水京吉
- 大都会 PARTII 第7話「ダイヤモンドは死の匂い」（1977年、NTV / 石原プロ）- 早川健吾
- Gメン'75 第113話「ガンを宣告された刑事」（1977年、TBS / 東映）- 三浦勝正
- 岸辺のアルバム 第10話（1977年、TBS）- 土井医師
- 恐竜戦隊コセイドン（1978年 - 1979年、12ch / 円谷プロ）- バンノ・チカラ
- スターウルフ 第10話「宇宙を燃やす大激戦」（1978年、NTV / 円谷プロ）
- 土曜ワイド劇場（ANB）
  - 善人村の幽霊祭り（1979年）
  - 無人霊柩車殺人事件 二度死んだ女（1980年）
  - 北陸越前海岸 女たちの華麗な斗い（1989年）- 浜村刑事
- あいつと俺（1980年、12ch / 勝プロ）- 矢島
- 警視-K 第10話「いのち賭けのゲーム」（1980年、NTV / 勝プロ）- 三ツ谷署の村上刑事
- ドラマ人間模様 / 事件（1980年 - 1984年、NHK）- 花井武志
- 走れ! 熱血刑事 第2話「小さな追撃者」（1980年、ANB / 勝プロ）- 山内巡査
- 熱中時代 第2シリーズ 第21話「夫婦ゲンカと熱中先生」（1980年、NTV / ユニオン映画）- 信一郎
- 江戸の用心棒 第5話「この生命三十両」（1981年、CX / 東宝 / 映像京都）- 医者
- 花王愛の劇場 / しづの生涯（1981年、TBS / 東京映画）- 一造
- 時代劇スペシャル（CX）
  - 着流し奉行（1981年、映像京都）- 五十吉
  - 快傑黒頭巾（1981年、勝プロ）- 松吉
  - 道場破り（1982年、松竹）- 戸田弾正
  - 地獄の左門十手無頼帖（1982年、東映）- 風斎
- 玉ねぎむいたら…（1981年、TBS）- 杉山
- 木曜ゴールデンドラマ / 黄昏の愛と憎しみ（1982年、YTV）
- あさきゆめみし（1982年、NHK）
- 火曜サスペンス劇場（NTV）
  - 乱れからくり（1982年、円谷プロ）- 楢木刑事
  - グルメを料理する十の方法（1987年、円谷プロ）
  - 殺意の証明（1987年、円谷プロ）
  - 松本清張スペシャル・やさしい地方（1988年、松竹）- 菅野調査員
  - 殺意の団欒（1990年10月、メリエス）- 鈴村
- 花王愛の劇場 / トラックかあちゃん（1983年、TBS / 東京映画）
- 月曜ワイド劇場 / 不倫の子（1984年、ANB）
- 気分は名探偵（1984年 - 1985年、NTV）- 加納礼
- 金曜女のドラマスペシャル / 渡良瀬川・冬ものがたり（1985年、CX）
- 連続テレビ小説（NHK）
  - いちばん太鼓（1985年）- 嶋谷大介
  - ノンちゃんの夢（1988年）- いろは書房編集長
- ザ・ドラマチックナイト / 瑠璃の爪（1987年、CX）
- 花王名人劇場 / 裸の大将放浪記 第24話「清のどさんこ母恋道中」（1987年10月4日、KTV）- 啓一
- 夏樹静子劇場 Mの悲劇 / 女性作家サスペンス（1988年、KTV）
- 水曜グランドロマン / 帝都の夜明け（1989年、NTV）
- 源義経（1990年、TBS）- 猫間中納言
- 宮本武蔵（1990年、TX / 東映）- 青木丹左衛門

### 吹き替え
- アルバレス・ケリー（1973年）- アルバート・ステッドマン少佐（演：パトリック・オニール）
- 哀しみのトリスターナ（1977年）- オラーシオ（演：フランコ・ネロ）
- アリゲーター（1986年、テレビ朝日版）- デヴィッド・マディソン刑事（演：ロバート・フォスター）
- レモ/第1の挑戦（1989年、テレビ朝日版）- レモ・ウィリアムズ（演：フレッド・ウォード）
- ミッドナイト・エクスプレス（テレビ版）- マックス（演：ジョン・ハート）

### ラジオ
- ラジオ図書館（1981年、TBSラジオ）
- 草野大悟のふるさとは遠きにありて（MBSラジオ　土曜日夕方生放送）

### ラジオドラマ
- R62号の発明（1980年、NHKラジオ第一）- 草井
- 羆嵐（1980年、TBSラジオ）
- 上海幻影路（1983年11月13日、TBSラジオ）- 川辺智彦
- KRラジオ図書館・劇画特集1 「ザ・シェフ」（1987年4月5日、TBSラジオ）
- 蝶の道（1987年12月6日、TBSラジオ）- 徳田

### その他
- 豪華写真シリーズ MANDARA 沢渡朔 / 実相時昭雄（1971年、ベストセラーズ）
- シネマ個性派ランド（1981年、キネマ旬報社）
- ひとり旅種子島　(1982年、NHK総合)
- 新潮カセットブック 「乗合自動車」（原作：井伏鱒二 /「山椒魚〈朗読：森繁久彌〉」B面）/ 新潮社

## 著書
- 『同志! 僕に冷たいビールをくれ 「天平の甍」中国ロケはみだし記』（講談社、1980年）
- 『俳優論』（晶文社、1992年）- 追悼出版
石橋蓮司・樹木希林・斎藤晴彦鼎談「草野大悟の人と仕事」収録